# Ashtabula (Ohio)
Ashtabula è una città degli Stati Uniti d'America, situata nello Stato dell'Ohio, nella Contea di Ashtabula. La città si affaccia sul lago Erie ed è attraversata dal fiume Ashtabula.